# Santa Margarida de Nabilles
Santa Margarida de Nabilles fou l'església parroquial romànica del poble de Nabilles, desaparegut, i possiblement també del d'Arletes, també desaparegut, tots dos del terme comunal de Conat, a la comarca del Conflent (Catalunya del Nord).
Es troba a la zona nord-est del terme de Conat, a prop del límit amb Rià i Cirac. És a llevant d'Arletes i al nord-oest de Miralles. Al voltant seu hi havia el poble de Nabilles, pràcticament del tot desaparegut, avui dia.

## Història
L'església de Nabilles, i el lloc mateix, estan documentats molt tardanament: el 1265, quan consten possessions del monestir de Santa Maria de Marcèvol en aquesta parròquia. El 1280 consta també un permís al capellà de Nabilles, Guillem Pagà, perquè construís un cortal al veí terme d'Orbanyà.
Es podria tractar d'una antiga església parroquial, de quan el poble era independent de Conat; la parròquia podria haver inclòs també Arletes.

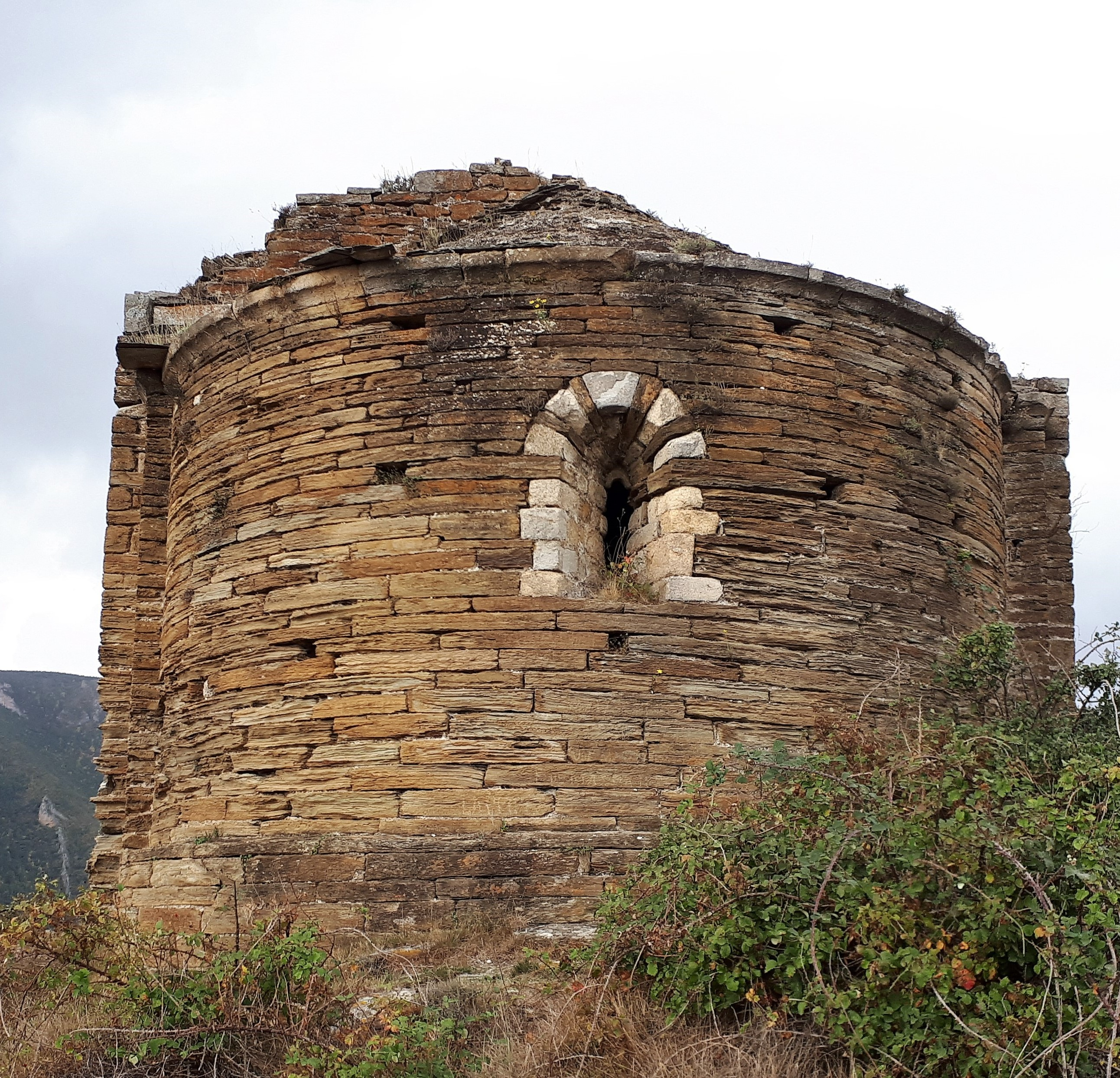
L'absis.
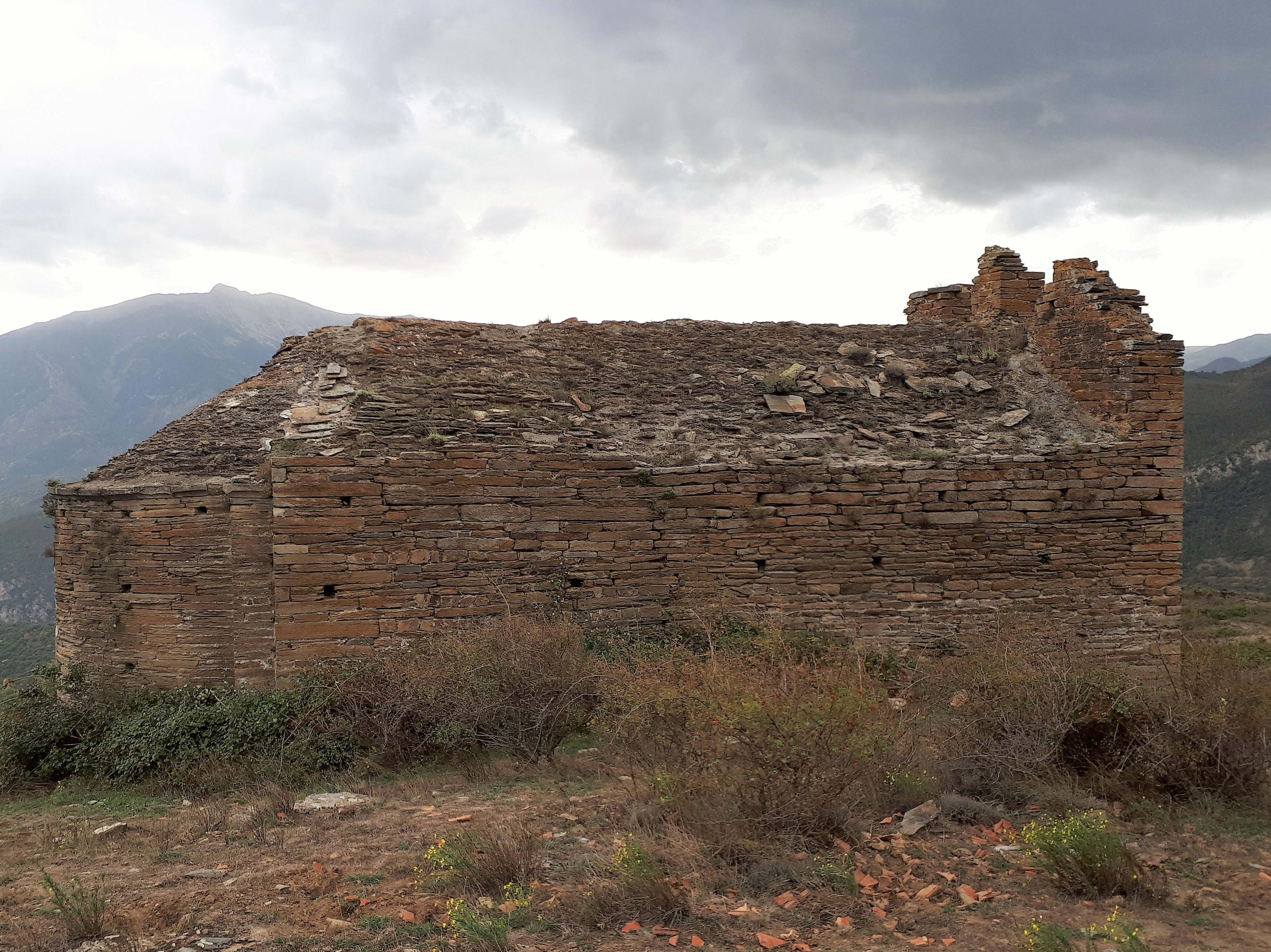
Costat nord de l'església.

## L'edifici
És una església d'una sola nau capçada a llevant per un absis semicircular cobert amb volta de quart d'esfera. La nau és coberta amb volta de cintra apuntada. Al centre de l'absis hi ha una finestra de doble esqueixada. Està construïda amb aparell de granit i esquist, de dimensions mitjanes i col·locació molt acurada. El temple està rematat per un campanar d'espadanya amb dues obertures per les campanes. La seva factura remet a finals del segle xii o principis del xiii. En una de les pedres de la cornisa es pot observar una serp esculpida, tal vegada el dragó iconogràfic de Santa Margarida.

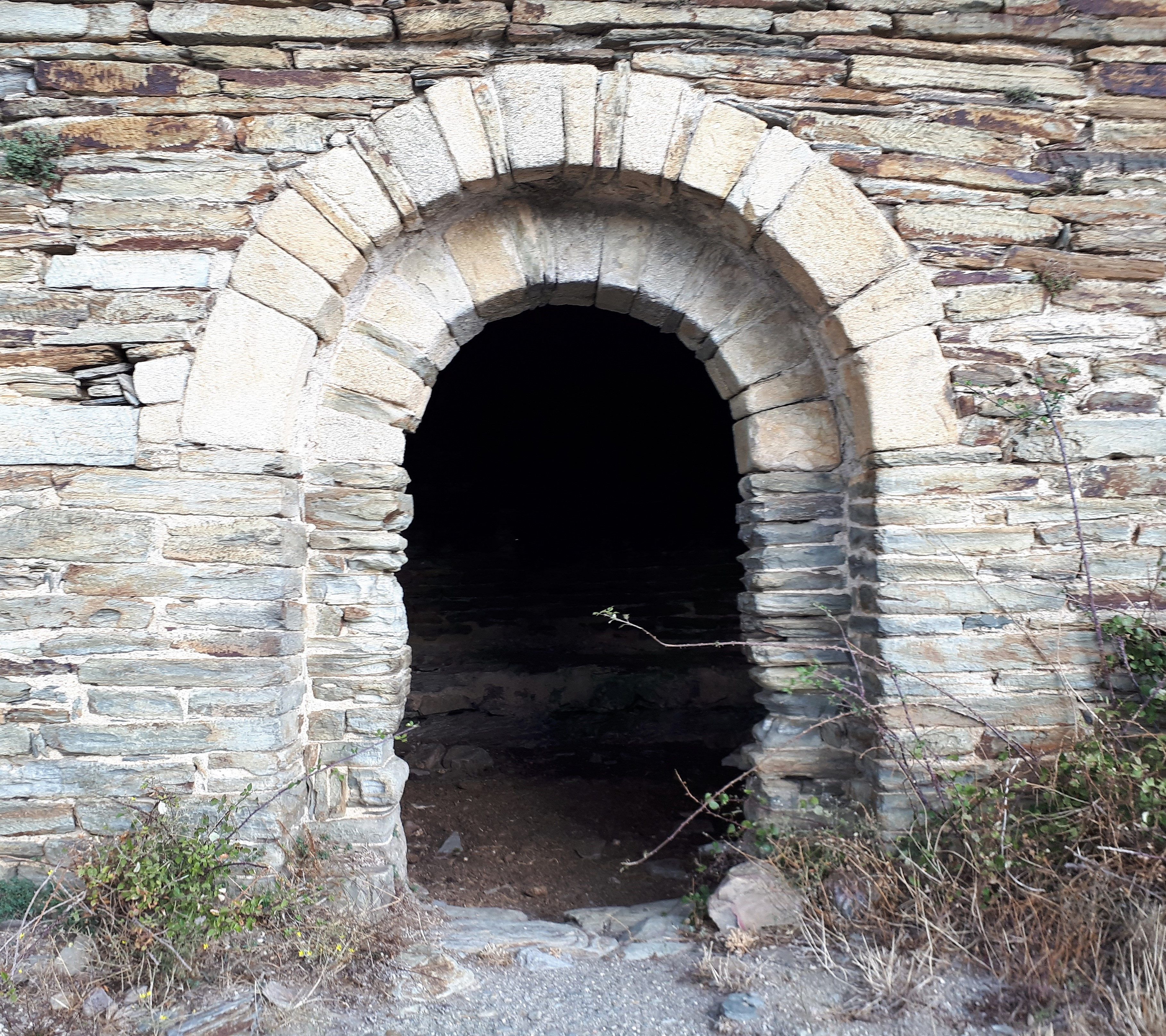
La porta.
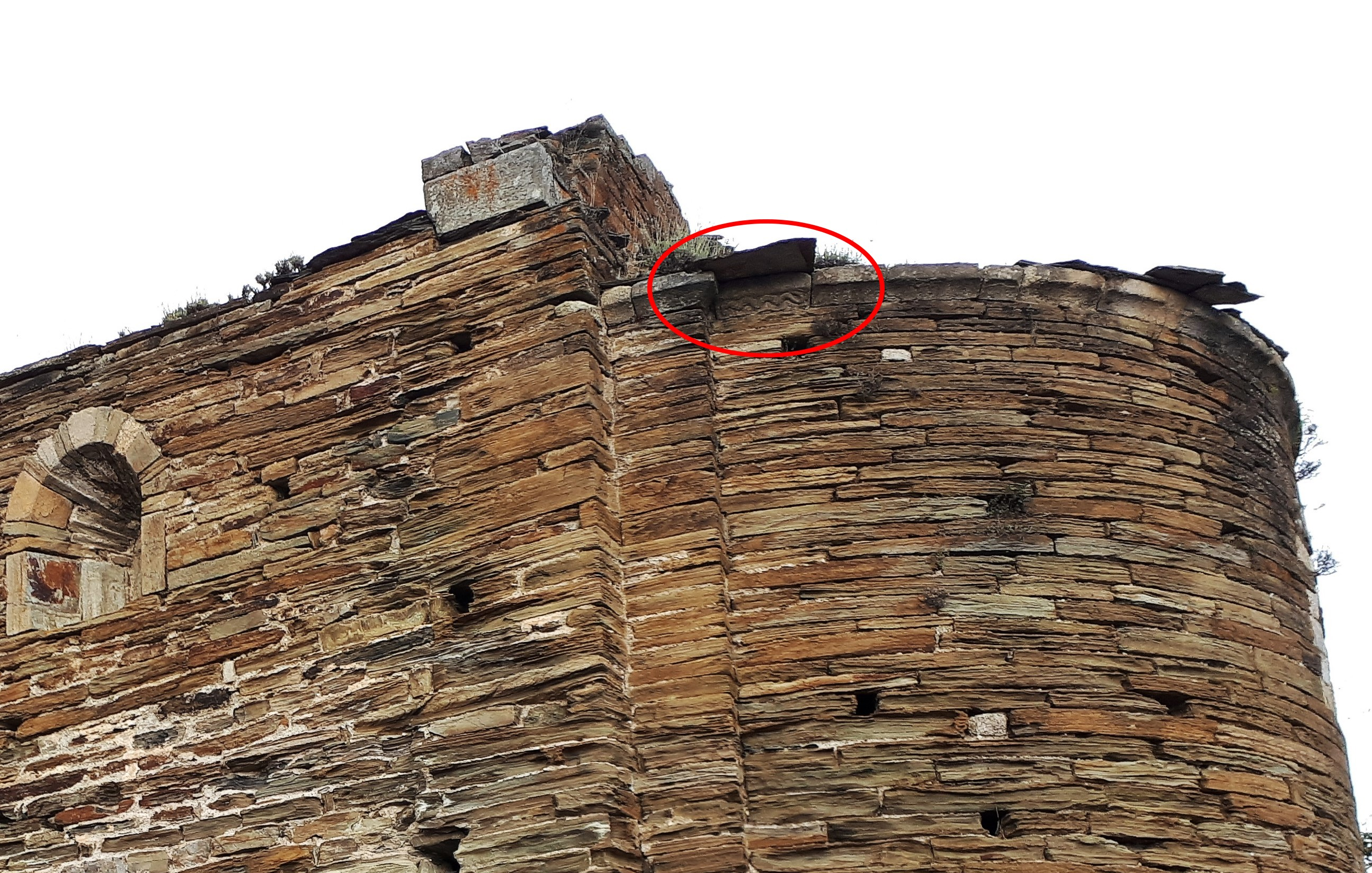
La serp.

En l'actualitat, l'edifici s'utilitza com a estable, i amenaça ruïna.